# 怪体真書0
『怪体真書Ø』（かいたいしんしょゼロ、かいたいしんしょ・零）は、険持ちよによる日本の漫画。『週刊少年サンデー』（小学館）2008年40号に読切として掲載された「解体真書0」をベースにして『週刊少年サンデー』にて2010年14号から2011年21号まで連載、その後『クラブサンデー』に移籍して2011年5月10日から同年11月11日まで配信された。話数のカウントは「第●話」。

## 概要
ファンタジーと医療の融合を謳ったファンタジーバトル漫画。剣をメスとして扱い、呪術師によって作りだされた化けもの「病魔」と闘う闇医者の活躍を描いている。作者が「宗太郎と桃が生まれたのはもう、3年ほど前です」と語るように、主人公の鳴滝宗太郎と出雲桃は読切版から変わらない形で登場している。

## あらすじ
呪術師が作り出した化け物「病魔」が存在した。そして、それらと戦うのは「怪体真書」を持つ闇医師である。闇医師の少年鳴滝宗太郎と彼をサポートする看護師出雲桃は病魔と戦いながら、怪体真書Ø巻を探す旅を続けていた。

## 登場人物

### 闇医者
鳴滝 宗太郎（なるたき そうたろう）
主人公。病魔を倒せる対病魔用医療器具と怪体真書を持つ闇医者。16歳。
かなりの自由人。本が大好きであり金を全て叩いてまで買い漁るほど（そのためよく桃のお仕置きを受ける）。また、甘いものが好物で大量の団子や饅頭などをよく頬張っている。
しかしいざ病魔との闘いになれば、本から得た知識や凄まじい太刀筋で病魔を滅する実力の持ち主。椿はこれを「見た事のない太刀筋」と評している。視力も桁外れに良く、動体視力も優れ、また判断力もある。
純粋な闇医師ではなく、名の通った殺し屋一族・鳴滝家の出身（後に鳴滝家の血の繋がりはなく、実の両親も殺されていたことが判明）。幼い頃、父や兄たちによって、親友の零を殺してしまった。その経験から人殺しをした自分に生きる道はないと自分を責めるが、玄楽と出会い闇医師になった。
医者として誰であっても命を救うことだけは現在も忘れない。闇医師の血縁はないため、専用の手袋をはめなければ医療道具に触れられない。
出雲 桃（いずも もも）
宗太郎をサポートする看護師の美少女。天然な一面がある。身長の何倍もある大岩も持ち上げる怪力の持ち主。その力は受け止めた刀を片腕一本で折るほど。宗太郎の事を「センセー」と呼んでいる。
病魔についてはあまり詳しくない。しかし、病魔との闘いにおいては宗太郎の指示に忠実に従い、彼に医療道具を渡したり、患者の治療をするなどサポート面は抜群。
宗太郎に惚れ込んでいる（本人は否定しているが、周りからは認知されている）。宗太郎とは同い年で幼馴染らしい。
宗太郎がよく本を買い漁るなどで旅費を使い込むと容赦なく鉄拳制裁を下すが、彼の事を信頼している。
スタイルもよく、椿からはそのことでよく身体接触を求められる。背丈も宗太郎より高いため、彼の姉と見られる事もある。これに対して作者は、彼女を斜め後ろに歩かせて調節するなどをしている。
立花 椿（たちばな つばき）
桃の従姉で、闇医師一族の研究員。18歳。女性だが、一人称は「オレ」で男言葉で話す。貧乳。
研究員として宗太郎に興味を持つ。とある病魔の一件では一時宗太郎や桃を「能ナシコンビ」と評したが、その後の病魔の浄化で一転、宗太郎を認めるようになる。
式神を虫として操る事ができる。この虫は物から情報を読み取り、椿の持つ怪体真書に戻ることで文字となる。逆に書き込んだ情報で虫を具現化させ、道案内させることもできる。
杉田玄楽（すぎた げんらく）
宗太郎の師であり、闇医師へと導いた青年。桃の婚約者（決めたのは桃の両親。桃自身は彼と結婚させられるのを嫌がっている）。
華岡五陸（はなおか ごろく）
闇医師で薬剤師の青年。少々スケベな所が玉に瑕。病魔に取り憑かれた少女達を隔離していた。その病魔に取り憑かれた姉を救えず罪悪感を持ち、少女達を実験台のように扱った闇医師達に不信感を持ち、追い出した。その後は感覚をなくし死を引き伸ばす薬を作り、病魔の進行が進んだ少女は感染を防ぐために殺していた。宗太郎の協力もあり、過去に踏ん切りをつけ、病魔に取り憑かれた桃の手術に成功する。その後、単行本のオマケ漫画では他の病魔に取り付かれた少女達の治療にも成功した。
銀助（ぎんすけ）
銀色の毛をしたムササビの姿をした生き物で五陸から渡された。命名は宗太郎。病魔をみつけることができる。五陸には一切なつかなかったが、宗太郎と桃にはなついた。
前野良菊（まえの りょうきく）
闇医師で五陸の師。逢坂のある場所に身を隠しており、怪体真書0巻について何かを知っているらしい。
むかで
逢坂に向かう舟で出会った腕っ節のいい少年。強い者と戦うことを好み、強い者に会うたびぼたんに名前を書かせ、倒した者には線を引いている。一時的に体の機能を最大限までに引き出し、回復する能力「炎玉癒力」を使って戦う。
ぼたん
むかでと行動をともにする少女で幼いころに亡くした両親の形見の怪体真書を持っている。親を亡くした後はいろんな家々を転々とし、雪山で捨てられた所でむかでと出会い、字がうまいとほめられ、それ以降一緒に行動している。
桜（さくら）
闇医師。玄楽の助手をしている女性。
黒影（くろかげ）
闇医師。左目が隠れている青年。
琴孤（ことこ）、陸理（りくり）
闇医師。双子の姉妹。
菜々（なな）
闇医師。梵の姉。
梵（ぼん）
闇医師。菜々の弟。
元武直雄（もとぶ ただお）
闇医師。協会を取り締まる闇医師幹部医局長。五陸の師匠の旧友。

### 謎の三人組と葵
朱炎（しゅえん）
謎の三人組の一人。目を布で覆っている。相当な荒くれ者で口も悪く、力で解決しようとする好戦的な性格。そういった態度から、仲間である琥雷らとは不仲である。改造された病魔「蚤飛飛蝗」を取り込んでおり、それにより岩をも砕く力や凄まじい瞬発力を誇る。
宗太郎らの持つ怪体真書に興味を持ち、奪い取ろうとする。当初はその身体能力で圧倒していたものの、宗太郎の奥義に打ちのめされる。そのとき、宗太郎が鳴滝家の人間である事を知り怪体真書を使用したが、拒絶反応が起きて爆発に巻き込まれる。
自分を打ち負かした宗太郎に狙いをつけるが、その後仲間達と再会した際にムサシによって葬られる。
琥雷（こらい）
左目に傷を負った、隻眼の少年。怪体真書を持っている。
好戦的な朱炎とは折り合いが悪いが、彼の拳をも避けてみせる瞬発力がある。
宿主を守る病魔「葉鐘草」を取り込んでいる。病魔「欲咲蚯蚓」で宗太郎に重症を負わせた。
蒼水（そうすい）
病魔「青毒蛙」を身に宿しており、触れるものすべてを溶かす。そのほか、毒霧を操ったり、長い髪で相手を拘束することも出来る。
宗太郎達の乗っていた舟を襲撃し、乗客達をさらっていったが宗太郎とむかでに敗れる。が、逆に2人を海の中に引きずり込む。
二葉 葵（ふたば あおい）
謎の三人組の親玉。琥雷からは「虫唾が走る」と辛辣な評価を得ているが、蒼水からは絶対的な忠誠を誓われている男。怪体真書を持っている。

### 鳴滝家
暗殺者の頂点に立つ家系で、朱炎曰く「金さえ払えば誰であれ殺害する」とのこと。太刀筋に関しても、見たら忘れられないほど凄まじいものらしい。
宗太郎の父
宗太郎、林海、ムサシ、京介の父親。スキンヘッドで左の側頭部に刺青をしている。
零に宗太郎を殺すよう差し向けた張本人で、かつて桃の父親らとは何らかの関係がありそれによって宗太郎と桃は知り合った。また病魔を作り出す者とも何らかの形で手を結んでいる。
実の父親ではなく、宗太郎の本当の両親を毒殺し、宗太郎を拐ったことが判明した。
鳴滝 林海
宗太郎の長兄で鳴滝家の長男。詳細不明で、一言も喋っていない。
鳴滝 ムサシ
宗太郎の次兄で鳴滝家の次男。真っ白な色をしている。
実力は凄まじく、京介には慕われている。朱炎らとは関係があるようだが、朱炎を「お前の存在はゴミ以下だ」と吐き捨て彼を殺害した。
鳴滝 京介（京華）
宗太郎の三兄で鳴滝家の三男ということになっているが、女性らしい振る舞いをしている。一人称は「ウチ」。宗太郎曰く「手加減しない」とのことで、修行をサボっている彼らをよくお仕置きしていたらしい。

### その他
北里 零（きたざと れい）
鳴滝家に連れてこられ宗太郎の親友になる。両親が殺され、自身は宗太郎を育てるための捨て駒だったことを知り、宗太郎の父に操られる。宗太郎との一騎討ちで死亡、病魔にされてしまう。

## 医療器具
医療器具
怪体真書から取り出される道具。対病魔用の兵器から果ては病魔を閉じ込めるものまで、用途によって様々な種類がある。
手術室（オペしつ）
先に玉の突いた太い針のようなもので、病魔を閉じ込める結界を展開する。
第十八項 月雲（つきぐも）
宗太郎が最も良く使用するメス。美しい長身の刀。長さは宗太郎の身長並みに長い。
治療薬
主に桃が使用。病魔に感染した患者の傷ついた部分に塗ることで傷口が塞がっていく効果がある。
第八項 欄蛇帯（らんじゃたい）
長い経文で病魔に取り付かれ、暴れだした患者の動きを止める。
しかし、病魔の進行によっては長時間拘束しておくのは不可能である。
破邪の針（はじゃのはり）
ツボに向かって針を刺し、精神を刺激する。主に病魔に意識を支配されかけた患者に使用。
第二十六項 蟒の桐壺（うわばみのきりつぼ）
患者から切り離した病魔を吸引し、閉じ込める。
第三十四項 式神・蜻蛉（しきがみ・トンボ）
椿が使用。蜻蛉を大量に召喚し、物に触れて情報を集めさせる。この蜻蛉は怪体真書に戻る事で文字となる。また、逆に書き込んだ情報を蜻蛉として具現化させ、道案内させるなどもできる。
第二十項 星時雨（ほししぐれ）
美しいナイフで、何十本もある。かなり鋭利で多くの対象に対する投擲のほか、小さい標的あるいは狭い場所で真価を発揮する。
第二十八項 赤柔衣（せきじゅうい）
赤い手術服で、これを着込むと手術室と同じ能力を身に纏える。そのため対人用結界や病魔の感染も防げる。
第十二項 十式（じゅっしき）
薬の弾丸を打ち出す銃。主に五陸が使用する。患者を傷つけず体内から治療でき、使い手によっては極小な部分も狙える。
第二十八項 纏鬼炎（てんきえん）
ぼたんがむかでに対して使用。あらゆる病魔の力を相殺する防護術。
鬼桑菜（おにくわな）
闇医師が最後の手段として持たされている毒薬。病魔を消滅させるが、同時に患者の命も奪ってしまう。

## 用語
病魔（びょうま）
呪術師が人を病気に見せかけて作られた化け物。人間に取り憑いて、その人間や周りの人間の命を吸って生きる。
最近は人の手によって改造が加えられたものが蔓延しつつある。
闇医師（やみいし）
病魔を倒すことを目的とした医師。
怪体真書（かいたいしんしょ）
闇医師が持つ医術書。病魔の情報が記載されている。ページにある対病魔用医療器具を取り出せる。第一巻には病魔の治療法が載っており、第Ø巻には病魔を根絶させる方法が載っている。人間一人に血の契約を交わした者しか使えない。それ以外の人間が使うと、拒絶反応が起き、爆発してしまう。